# Elliot Roberts

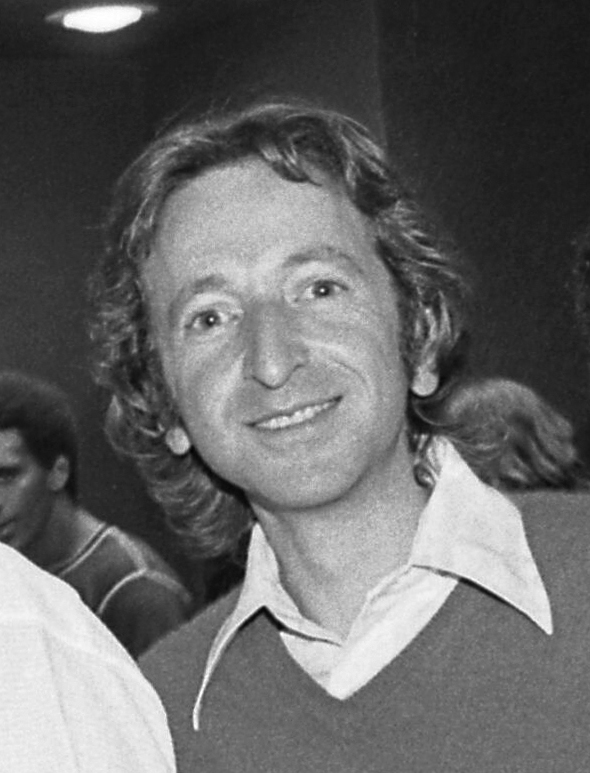
Elliot Roberts

Elliot Roberts — officieel Elliot Rabinowitz — (The Bronx, 22 februari 1943 - 21 juni 2019) was een Amerikaanse muziekmanager en platenbaas. Hij werd vooral bekend in zijn rol om de carrière van singer-songwriters uit de late jaren zestig en zeventig, waaronder Neil Young en Joni Mitchell, een vliegende start te geven.
Na het afronden van zijn middelbare school en een valse start op het voortgezet onderwijs begon Roberts een acteercarrière bij de William Morris Agency. Hier ontmoette hij de latere platenbaas David Geffen, een agent bij de firma. Roberts formeerde later Lookout Management met Geffen en creëerde zo de opmaat voor Geffen's Asylum Records in 1970, dat in 1972 samenging met Elektra Records als Elektra/Asylum Records. Elliot Roberts werd ook bekend in verband met zijn werk voor Mitchell, Young, Buffalo Springfield, Crosby, Stills, Nash & Young, Bob Dylan, de Eagles, Tom Petty, Talking Heads, Devo, Tracy Chapman, Spiritualized, Mazzy Star, Devendra Banhart, The Alarm en andere muzikanten.
Roberts overleed op 76-jarige leeftijd.
David Crosby · Stephen Stills · Graham Nash · Neil Young